# Le Coup du lapin
 (avril 2025).
Motif : ou sont les références secondaires centrées qui démontrent l'admissibilité ?
- Archive Wikiwix
- Bing
- Cairn
- DuckDuckGo
- E. Universalis
- Gallica
- Google
- G. Books
- G. News
- G. Scholar
- Persée
- Qwant
- (zh) Baidu
- (ru) Yandex
- (wd) trouver des œuvres sur Wikidata

| 1. | Préciser le motif de la pose du bandeau. | Précisez le motif de la pose du bandeau en utilisant la syntaxe suivante : {{admissibilité à vérifier\|date=juillet 2025\|motif=remplacez ce texte par le motif}}                     |
| 2. | Informer les utilisateurs concernés.     | Pensez à avertir le créateur de l'article, par exemple, en insérant le code ci-dessous sur sa page de discussion : {{subst:avertissement admissibilité à vérifier\|Le Coup du lapin}} |

Pour les articles homonymes, voir Coup du lapin (homonymie).
Le Coup du lapin est un livre de R. L. Stine publié en mars 1996. Dans l'édition américaine, il est le 41e livre de la série Goosebumps. Dans l'édition française (Bayard Poche), il est le 35e livre de la série Chair de poule. Il ne doit pas être confondu avec le roman de Gyp publié en 1929 avec le même titre.
En France, il est traduit de l'américain par Nathalie Vlatal - qui a déjà traduit beaucoup de Chair de poule. Le titre originel de Le Coup du lapin est Bad hare day - littéralement : Le Jour du mauvais lièvre. Le Coup du lapin est composé de 32 chapitres, et, dans l'édition française, il fait 129 pages.

## Illustration
Comme tous les Chair de poule, Le coup du lapin est illustré, sur la couverture, par un dessin. Celui de ce livre a été dessiné par Henri Galeron.
L'illustration présente en arrière-plan un mur vert émeraude foncé avec des rideaux pourpres qui s'ouvrent sur lui. En premier plan, il y a un chapeau (un haut de forme noir) - et sortant de ce chapeau, la tête de Rak Kapak, l'idole de Timothée Saulnier, le protagoniste principal du livre, sous sa forme de lapin blanc sale. Il a les oreilles en l'air, des sourcils noirs épais froncés, de gros yeux rouges, et de sa bouche ouvertes sortent de longues dents (ressemblant à des dents de vampire) plantées dans des gencives rose vif. Dans les rééditions de la couverture, plusieurs changements ont été aperçus le mur devient bleu ciel avec des rideaux rouges, on aperçoit aussi un tapis vert avec une baguette de magicien et un jeu de cartes.

## Synopsis
Timothée Saulnier, un pré-adolescent de 12 ans, est un passionné de magie. Malheureusement, ses parents et Marion, sa petite peste de sœur ne prennent pas cette passion au sérieux. 
Il apprend un jour que son idole, le magicien Rak Kapak, va se produire dans un théâtre non loin de chez lui. Malgré l'interdiction de ses parents, Timothée y va en pleine nuit accompagné de sa sœur. Durant le spectacle, le magicien choisit Timothée comme volontaire pour disparaître. Mais une fois disparu de la scène, Timothée, après une série d'évènements inquiétants, vole la mallette du magicien et s'enfuit avec. Mais il va découvrir que cette mallette de magicien est maudite...

## Commentaires
- Ce livre a eu son adaptation télévisée dans la série télévisée canadienne Chair de poule. L'épisode de Le coup du lapin dure 20 minutes.